# Sadang Serang
Sadang Serang is een bestuurslaag in het regentschap Kota Bandung van de provincie West-Java, Indonesië. Sadang Serang telt 27.101 inwoners (volkstelling 2010).